# Spółgłoska szczelinowa dziąsłowa bezdźwięczna
Spółgłoska szczelinowa sycząca dziąsłowa bezdźwięczna – rodzaj dźwięku spółgłoskowego występujący w językach naturalnych. W międzynarodowej transkrypcji fonetycznej IPA oznaczana jest symbolem: [s].

## Artykulacja
W czasie artykulacji podstawowego wariantu [s]:
- modulowany jest prąd powietrza wydychanego z płuc, czyli jest to spółgłoska płucna egresywna
- tylna część podniebienia miękkiego zamyka dostęp do jamy nosowej, powietrze uchodzi przez jamę ustną (spółgłoska ustna)
- prąd powietrza w jamie ustnej przepływa ponad całym językiem lub przynajmniej uchodzi wzdłuż środkowej linii języka (spółgłoska środkowa)
- jest to spółgłoska dziąsłowa – język kontaktuje się z dziąsłami, tworząc małą szczelinę. Szczelina ta jest na tyle wąska, że masy powietrza wydychanego z płuc tworzą charakterystyczny dla spółgłosek szczelinowych szum. W zależności od tego czy kontaktu dokonuje górna powierzchnia czy czubek języka, mówimy o spółgłosce apikalnej [s̺] lub laminalnej [s̻].
- wiązadła głosowe nie drgają, spółgłoska ta jest bezdźwięczna.

## Terminologia
Spółgłoskę [s] zalicza się do spółgłosek syczących (sybilantów).

## Przykłady
- spółgłoska laminalna

w języku polskim: sam [s̻am]
w języku angielskim: sand [s̻ænd] „piasek”
w języku niemieckim: Sphäre [ˈsfɛːrə], weiß [vaɪ̯s]
w języku baskijskim: zu [s̻u] „ty”;
- spółgłoska apikalna

w języku baskijskim: su [s̺u] „ogień”
w języku hiszpańskim (dialekt kastylijski): saltador [s̺altaˈð̞o̞ɾ] „skoczek”
w języku islandzkim: segi [ˈs̺ɛːjɪ] „widzę”
w języku nowogreckim: σαν [s̺an] „jak”

## Spółgłoska szczelinowa niesycząca dziąsłowa bezdźwięczna
W niektórych językach występuje spółgłoska szczelinowa niesycząca dziąsłowa bezdźwięczna, nie posiadająca odrębnego symbolu IPA, zapisywana [θ̠], [θ͇] lub [ɹ̝̊], kiedy niezbędne jest rozróżnienie.

### Artykulacja
W czasie artykulacji podstawowego wariantu [θ̠]:
- modulowany jest prąd powietrza wydychanego z płuc, czyli jest to spółgłoska płucna egresywna
- tylna część podniebienia miękkiego zamyka dostęp do jamy nosowej, powietrze uchodzi przez jamę ustną (spółgłoska ustna)
- prąd powietrza w jamie ustnej przepływa ponad całym językiem lub przynajmniej uchodzi wzdłuż środkowej linii języka (spółgłoska środkowa)
- jest to spółgłoska dziąsłowa-język kontaktuje się z dziąsłami, tworząc małą szczelinę. Szczelina ta jest na tyle wąska, że masy powietrza wydychanego z płuc tworzą charakterystyczny dla spółgłosek szczelinowych szum. W zależności od tego czy kontaktu dokonuje górna powierzchnia czy czubek języka, mówimy o spółgłosce apikalnej lub laminalnej.
- wiązadła głosowe nie drgają, spółgłoska ta jest bezdźwięczna

### Przykłady
- spółgłoska laminalna:

w języku islandzkim: þakið [θ̠akið̠] „dach”